# Chlorophytum comosum
Plante araignée
Espèce
Classification APG III (2009)
Chlorophytum comosum est une espèce de plantes de la famille des Asparagaceae selon la classification phylogénétique, originaire d'Afrique du Sud.
Facile à cultiver en intérieur, Chlorophytum comosum est fréquemment utilisée comme plante ornementale d'appartement. Elle est ainsi sans doute la plus connue des plantes du genre Chlorophytum.
Une étude réalisée en 1989 par la NASA la classe parmi les plantes dépolluantes, mais son efficacité n'est pas avérée dans des conditions réalistes.

## Description

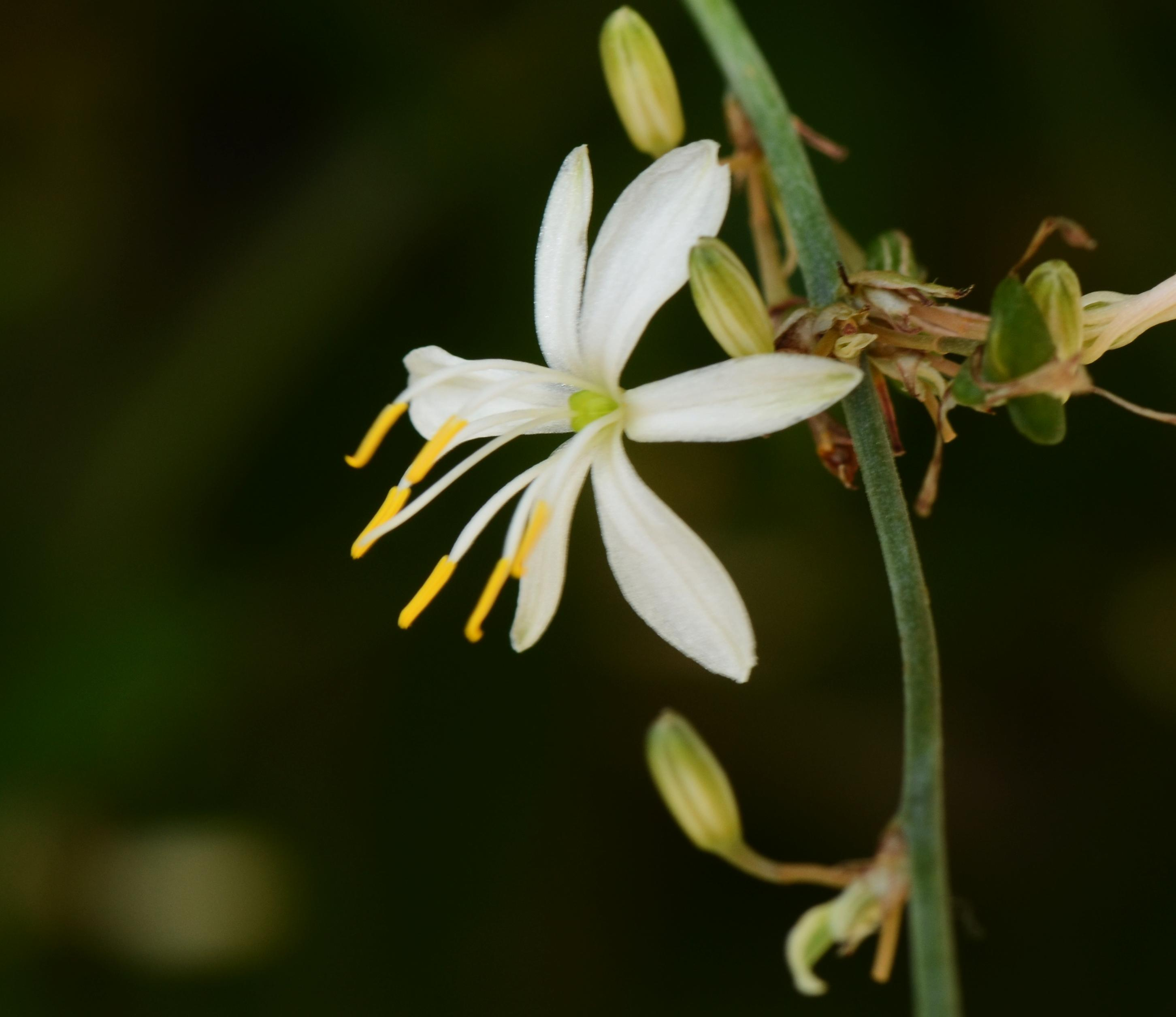
Fleur de Chlorophytum comosum

Chlorophytum comosum forme une rosette dense de longues feuilles effilées, arquées, pointues à l’extrémité, vert franc et vernies. Certains cultivars sont panachés. En grandissant, elle produit de nombreuses et grosses racines charnues, gorgées d'eau, qui lui permettent de résister à la sécheresse. Les fleurs sont blanches et mesurent environ 1 cm de diamètre ; elles sont composées de 6 tépales. Les hampes florales deviennent des stolons, produisant de nombreuses nouvelles plantes qui s'enracinent rapidement.

## Répartition
Elle croît dans de nombreuses régions d'Afrique orientale et du Sud (Éthiopie, Kenya, Tanzanie, Mozambique, Zimbabwe et Afrique du Sud), de l'Ouest et du Centre (Côte d'Ivoire, Nigeria, Cameroun, Congo).
Originaire d'Afrique, elle a été largement répandue ailleurs dans le monde, notamment comme plante d’intérieur. Elle fut introduite en Europe vers le milieu du XIXe siècle.

## Culture
C'est une espèce extrêmement facile à cultiver, qui pousse idéalement dans un sol riche et léger, pas trop humide, avec une forte lumière tamisée. Elle s'adapte cependant facilement à tout type de sol, ne nécessite pas beaucoup d'eau et supporte même un manque d'arrosage. Elle n'aime pas la lumière directe du soleil, mais accepte une luminosité importante. En plein soleil, les feuilles pâlissent et tirent sur le jaune. Elle supporte quelques heures des températures avoisinant 0 °C, mais idéalement il faut éviter de descendre en dessous de 5 °C.
Elle est surtout très simple à multiplier. En effet, une plante mère, même petite, produit de nombreux stolons terminés par une ou plusieurs jeunes plantes. Ces dernières produiront rapidement de courtes racines, on peut alors les transférer dans un terreau léger et humide où, très rapidement, elles produiront des racines.

## Propriétés
Cette plante possède la propriété d'absorber des polluants de l'air, notamment le monoxyde de carbone et le dioxyde d'azote ainsi que certains composés organiques volatils (COV), comme le méthanal ou le xylène.
La plante araignée n'est pas toxique pour les animaux, et les chats en raffolent.

## Génétique
Chlorophytum comosum est une espèce généralement diploïde avec un nombre de chromosomes de 2n = 28. Son génome chloroplastique, entièrement séquencé, mesure 153 983 bp et présente une structure typique des angiospermes, avec une grande région à copie unique (LSC) de 83 471 bp, une petite région à copie unique (SSC) de 18 010 bp, et deux régions répétées inversées (IR) de 26 251 bp chacune. Il contient 131 gènes, dont 85 codant pour des protéines, 38 gènes d’ARNt et 8 gènes d’ARNr, avec une teneur en GC de 37 %.
La plante se distingue par un mode d’hérédité des plastes unique : environ 50 % des grains de pollen permettent une transmission biparentale des plastes, tandis que l’autre moitié suit un héritage maternel. Cependant, des anomalies méiotiques, telles qu’une ségrégation précoce des chromosomes et la formation de micronoyaux, affectent la viabilité du pollen et limitent la production de graines, qui varie de 0 à 11 par fruit.

## Cultivars populaires
Les cultivars de Chlorophytum comosum sont issus de sélections horticoles visant à mettre en valeur des caractéristiques esthétiques telles que la panachure des feuilles, la compacité ou encore la forme arquée du feuillage. Ils sont largement cultivés comme plantes d'intérieur pour leur facilité d’entretien et leur apparence décorative.

### Principaux cultivars
| Cultivar     | Description                                                                                                |
| ------------ | --- |
| "Vittatum"   | Feuilles vertes avec une large bande centrale crème ; très répandu et apprécié pour sa stabilité relative. |
| "Variegatum" | Feuilles vertes bordées de blanc ou crème ; nécessite une lumière vive pour maintenir la panachure.        |
| "Bonnie"     | Feuilles courtes, souvent spiralées, disponibles en version verte ou panachée.                             |
| "Ocean"      | Port compact, feuilles courtes à variegation blanche, adapté aux petits espaces.                           |

### Cultivars moins courants
| Cultivar        | Description                                                                           |
| --------------- | ------------------------------------------------------------------------------------- |
| "Lemon"         | Panachure jaune citron offrant un contraste plus doux que les variétés à blanc.       |
| "Hawaiian"      | Feuilles longues (jusqu’à 60 cm), variegation centrale pouvant s’estomper avec l’âge. |
| "Mandaianum"    | Port compact, feuilles droites à variegation centrale marquée.                        |
| "Silver Surfer" | Teinte argentée originale, donnant un aspect métallique au feuillage.                 |
| "Sparkles"      | Taches blanches dispersées, issues de sélections récentes.                            |
| "Zebra"         | Rayures alternées dans différents tons de vert.                                       |

### Considérations culturales
Les cultivars panachés, comme Vittatum et Variegatum, croissent plus lentement et nécessitent une lumière plus intense que les formes entièrement vertes, comme la version non panachée de Bonnie. En conditions de faible luminosité ou lors de stress environnementaux, ces cultivars peuvent voir leur panachure s’atténuer voire disparaître.
Ce phénomène, connu sous le nom de réversion au vert, se produit particulièrement lors de la multiplication végétative. Les nouvelles plantules issues de stolons ont tendance à produire des feuilles entièrement vertes, plus performantes pour la photosynthèse. Pour maintenir l’apparence panachée, il est recommandé de supprimer les pousses entièrement vertes dès leur apparition.

## Synonyme
- Anthericum comosum Thunb.

## Noms vernaculaires
- Phalangère
- Phalangium
- Herbe vaudoise (en Suisse)
- Plante araignée